# Ніколо Барелла
Ніколо Барелла (італ. Nicolò Barella, нар. 7 лютого 1997, Кальярі) — італійський футболіст, півзахисник клубу «Інтернаціонале» та національної збірної Італії.

## Клубна кар'єра
Народився 7 лютого 1997 року в місті Кальярі. Вихованець футбольної школи клубу «Кальярі». 4 травня 2015 року дебютував у Серії А у поєдинку проти «Парми», вийшовши на заміну на 68-ій хвилині замість Дієго Фаріаса. Всього в дебютному сезоні провів три матчі, «Кальярі» при цьому втратила місце в еліті і опустилася в Серію Б.
У першій половині сезону 2015/16 Барелла з'явився на полі в п'яти зустрічах, після чого, у січні 2016 року, на другу частину, був відданий в оренду в «Комо», де став основним гравцем. 16 січня він дебютував за нову команду в поєдинку проти «Перуджі», а всього за сезон зіграв 16 зустрічей у Серії Б.
Влітку 2016 року повернувся з оренди в «Кальярі», де поступово став основним гравцем. Протягом наступних трьох сезонів відіграв за головну команду Сардинії 97 матчів в національному чемпіонаті.
12 липня 2019 року на умовах річної оренди з подальшим обов'язковим викупом став гравцем «Інтернаціонале».

## Виступи за збірні
2012 року дебютував у складі юнацької збірної Італії, взяв участь у 38 іграх на юнацькому рівні. Був учасником чемпіонаті Європи 2016 року серед юнаків до 19 років, де разом зі збірною дійшов до фіналу. На турнірі з'являвся на полі в трьох зустрічах.
2017 року у складі збірної Італії до 20 років поїхав на молодіжний чемпіонат світу у Південній Кореї і допоміг своїй команді здобути бронзові нагороди турніру.
У складі молодіжної збірної поїхав на домашній молодіжний чемпіонат Європи 2019 року.
10 жовтня 2018 року дебютував в офіційних матчах у складі національної збірної Італії в товариській грі з Україною (1:1). 23 березня 2019 року Барелла забив свій перший гол за збірну в грі відбору на Євро-2020 проти Фінляндії (2:0).

## Статистика виступів

### Статистика клубних виступів
Станом на 26 травня 2024 року
| Сезон                      | Команда                    | Чемпіонат                  | Чемпіонат | Чемпіонат | Національний кубок | Національний кубок | Національний кубок | Континентальні кубки | Континентальні кубки | Континентальні кубки | Інші змагання | Інші змагання | Інші змагання | Усього | Усього |
| Сезон                      | Команда                    | Ліга                       | Ігор      | Голів     | Ліга               | Ігор               | Голів              | Ліга                 | Ігор                 | Голів                | Ліга          | Ігор          | Голів         | Ігор   | Голів  |
| -------------------------- | -------------------------- | -------------------------- | --------- | --------- | ------------------ | ------------------ | ------------------ | -------------------- | -------------------- | -------------------- | ------------- | ------------- | ------------- | ------ | ------ |
| 2014–15                    | «Кальярі»                  | A                          | 3         | 0         | КІ                 | 1                  | 0                  | -                    | -                    | -                    | -             | -             | -             | 4      | 0      |
| 2015–16                    | «Кальярі»                  | B                          | 5         | 0         | КІ                 | 0                  | 0                  | -                    | -                    | -                    | -             | -             | -             | 5      | 0      |
| 2015–16                    | «Комо»                     | B                          | 16        | 0         | КІ                 | 0                  | 0                  | -                    | -                    | -                    | -             | -             | -             | 16     | 0      |
| 2016–17                    | «Кальярі»                  | A                          | 28        | 0         | КІ                 | 2                  | 0                  | -                    | -                    | -                    | -             | -             | -             | 30     | 0      |
| 2017–18                    | «Кальярі»                  | A                          | 34        | 6         | КІ                 | 1                  | 0                  | -                    | -                    | -                    | -             | -             | -             | 35     | 6      |
| 2018–19                    | «Кальярі»                  | A                          | 35        | 1         | КІ                 | 3                  | 0                  | -                    | -                    | -                    | -             | -             | -             | 38     | 1      |
| Усього за «Кальярі»        | Усього за «Кальярі»        | Усього за «Кальярі»        | 105       | 7         |                    | 7                  | 0                  |                      | -                    | -                    |               | -             | -             | 112    | 7      |
| 2019–20                    | «Інтернаціонале»           | A                          | 27        | 1         | КІ                 | 4                  | 1                  | ЛЧ+ЛЄ                | 4+6                  | 1+1                  | -             | -             | -             | 41     | 4      |
| 2020–21                    | «Інтернаціонале»           | A                          | 36        | 3         | КІ                 | 4                  | 0                  | ЛЧ                   | 6                    | 0                    | -             | -             | -             | 46     | 3      |
| 2021–22                    | «Інтернаціонале»           | A                          | 36        | 3         | КІ                 | 5                  | 1                  | ЛЧ                   | 6                    | 0                    | СКІ           | 1             | 0             | 48     | 4      |
| 2022–23                    | «Інтернаціонале»           | A                          | 35        | 6         | КІ                 | 4                  | 0                  | ЛЧ                   | 12                   | 3                    | -             | -             | -             | 52     | 9      |
| 2023–24                    | «Інтернаціонале»           | A                          | 37        | 2         | КІ                 | 1                  | 0                  | ЛЧ                   | 8                    | 0                    | СКІ           | 2             | 0             | 48     | 2      |
| Усього за «Інтернаціонале» | Усього за «Інтернаціонале» | Усього за «Інтернаціонале» | 171       | 15        |                    | 18                 | 2                  |                      | 42                   | 5                    |               | 4             | 0             | 235    | 22     |
| Усього за кар'єру          | Усього за кар'єру          | Усього за кар'єру          | 292       | 22        |                    | 25                 | 2                  |                      | 42                   | 5                    |               | 4             | 0             | 363    | 29     |

### Статистика виступів за збірну
Станом на 15 червня 2024 року
| Дата       | Місто             | Господарі            | Результат               | Гості                | Турнір                                    | Голи | Примітки  |
| ---------- | ----------------- | -------------------- | ----------------------- | -------------------- | ----------------------------------------- | ---- | --------- |
| 10-10-2018 | Генуя             | Італія               | 1 – 1                   | Україна              | товариський матч                          | -    | 78'       |
| 14-10-2018 | Хожув             | Польща               | 0 – 1                   | Італія               | Ліга націй УЄФА 2018—2019 - груповий етап | -    |           |
| 17-11-2018 | Мілан             | Італія               | 0 – 0                   | Португалія           | Ліга націй УЄФА 2018—2019 - груповий етап | -    |           |
| 20-11-2018 | Генк              | Італія               | 1 – 0                   | США                  | товариський матч                          | -    | 75'       |
| 23-3-2019  | Удіне             | Італія               | 2 – 0                   | Фінляндія            | Відбір до ЧЄ 2020                         | 1    |           |
| 8-6-2019   | Афіни             | Греція               | 0 – 3                   | Італія               | Відбір до ЧЄ 2020                         | 1    |           |
| 11-6-2019  | Турин             | Італія               | 2 – 1                   | Боснія і Герцеговина | Відбір до ЧЄ 2020                         | -    |           |
| 5-9-2019   | Єреван            | Вірменія             | 1 – 3                   | Італія               | Відбір до ЧЄ 2020                         | -    | 59' 69'   |
| 8-9-2019   | Тампере           | Фінляндія            | 1 – 2                   | Італія               | Відбір до ЧЄ 2020                         | -    |           |
| 12-10-2019 | Рим               | Італія               | 2 – 0                   | Греція               | Відбір до ЧЄ 2020                         | -    | 87'       |
| 15-11-2019 | Зениця            | Боснія і Герцеговина | 0 – 3                   | Італія               | Відбір до ЧЄ 2020                         | -    |           |
| 18-11-2019 | Палермо           | Італія               | 9 – 1                   | Вірменія             | Відбір до ЧЄ 2020                         | 1    |           |
| 4-9-2020   | Флоренція         | Італія               | 1 – 1                   | Боснія і Герцеговина | Ліга націй УЄФА 2020—2021 - груповий етап | -    |           |
| 7-9-2020   | Амстердам         | Нідерланди           | 0 – 1                   | Італія               | Ліга націй УЄФА 2020—2021 - груповий етап | 1    |           |
| 11-10-2020 | Гданськ           | Польща               | 0 – 0                   | Італія               | Ліга націй УЄФА 2020—2021 - груповий етап | -    | 79'       |
| 14-10-2020 | Бергамо           | Італія               | 1 – 1                   | Нідерланди           | Ліга націй УЄФА 2020—2021 - груповий етап | -    |           |
| 15-11-2020 | Реджо-нель-Емілія | Італія               | 2 – 0                   | Польща               | Ліга націй УЄФА 2020—2021 - груповий етап | -    |           |
| 18-11-2020 | Сараєво           | Боснія і Герцеговина | 0 – 2                   | Італія               | Ліга націй УЄФА 2020—2021 - груповий етап | -    |           |
| 25-3-2021  | Парма             | Італія               | 2 – 0                   | Північна Ірландія    | Відбір до ЧС 2022                         | -    | 63'       |
| 28-3-2021  | Софія             | Болгарія             | 0 – 2                   | Італія               | Відбір до ЧС 2022                         | -    |           |
| 31-3-2021  | Вільнюс           | Литва                | 0 – 2                   | Італія               | Відбір до ЧС 2022                         | -    | 62'       |
| 28-5-2021  | Кальярі           | Італія               | 7 – 0                   | Сан-Марино           | товариський матч                          | -    | 86'       |
| 4-6-2021   | Болонья           | Італія               | 4 – 0                   | Чехія                | товариський матч                          | 1    |           |
| 11-6-2021  | Рим               | Туреччина            | 0 – 3                   | Італія               | ЧЄ 2020 - груповий етап                   | -    |           |
| 16-6-2021  | Рим               | Італія               | 3 – 0                   | Швейцарія            | ЧЄ 2020 - груповий етап                   | -    | 87'       |
| 26-6-2021  | Лондон            | Італія               | 2 – 1 д.ч.              | Австрія              | ЧЄ 2020 - 1/8 фіналу                      | -    | 51' 67'   |
| 2-7-2021   | Мюнхен            | Бельгія              | 1 – 2                   | Італія               | ЧЄ 2020 - чвертьфінал                     | 1    |           |
| 6-7-2021   | Лондон            | Італія               | 1 – 1 д.ч. (4 – 2 п.п.) | Іспанія              | ЧЄ 2020 - півфінал                        | -    | 85'       |
| 11-7-2021  | Лондон            | Італія               | 1 – 1 д.ч. (3 – 2 п.п.) | Англія               | ЧЄ 2020 - фінал                           | -    | 47' 54'   |
| 2-9-2021   | Флоренція         | Італія               | 1 – 1                   | Болгарія             | Відбір до ЧС 2022                         | -    | 27' 64'   |
| 5-9-2021   | Базель            | Швейцарія            | 0 – 0                   | Італія               | Відбір до ЧС 2022                         | -    | 90'       |
| 6-10-2021  | Мілан             | Італія               | 1 – 2                   | Іспанія              | Ліга націй УЄФА 2020—2021 - півфінал      | -    | 72'       |
| 10-10-2021 | Турин             | Італія               | 2 – 1                   | Бельгія              | Ліга націй УЄФА 2020—2021 - 3-тє місце    | 1    | 71'       |
| 12-11-2021 | Рим               | Італія               | 1 – 1                   | Швейцарія            | Відбір до ЧС 2022                         | -    | 69'       |
| 15-11-2021 | Белфаст           | Північна Ірландія    | 0 – 0                   | Італія               | Відбір до ЧС 2022                         | -    | 64'       |
| 24-3-2022  | Палермо           | Італія               | 0 – 1                   | Північна Македонія   | Відбір до ЧС 2022                         | -    | 77'       |
| 1-6-2022   | Лондон            | Італія               | 0 – 3                   | Аргентина            | Фіналіссіма 2022                          | -    | 77'       |
| 7-6-2022   | Чезена            | Італія               | 2 – 1                   | Угорщина             | Ліга націй УЄФА 2022—2023 - груповий етап | 1    | 65' 84'   |
| 14-6-2022  | Менхенгладбах     | Німеччина            | 5 – 2                   | Італія               | Ліга націй УЄФА 2022—2023 - груповий етап | -    |           |
| 23-9-2022  | Мілан             | Італія               | 1 – 0                   | Англія               | Ліга націй УЄФА 2022—2023 - груповий етап | -    | 63'       |
| 26-9-2022  | Будапешт          | Угорщина             | 0 – 2                   | Італія               | Ліга націй УЄФА 2022—2023 - груповий етап | -    |           |
| 22-11-2022 | Відень            | Австрія              | 2 – 0                   | Італія               | товариський матч                          | -    | 90'       |
| 23-3-2023  | Наполі            | Італія               | 1 – 2                   | Англія               | Відбір до ЧЄ 2024                         | -    | 62'       |
| 15-6-2023  | Енсхеде           | Іспанія              | 2 – 1                   | Італія               | Ліга націй УЄФА 2022—2023 - півфінал      | -    |           |
| 18-6-2023  | Енсхеде           | Нідерланди           | 2 – 3                   | Італія               | Ліга націй УЄФА 2022—2023 - 3-є місце     | -    | 85' 90+2' |
| 9-9-2023   | Скоп'є            | Північна Македонія   | 1 – 1                   | Італія               | Відбір до ЧЄ 2024                         | -    |           |
| 12-9-2023  | Мілан             | Італія               | 2 – 1                   | Україна              | Відбір до ЧЄ 2024                         | -    | 83'       |
| 14-10-2023 | Барі              | Італія               | 4 – 0                   | Мальта               | Відбір до ЧЄ 2024                         | -    | 65'       |
| 17-10-2023 | Лондон            | Англія               | 3 – 1                   | Італія               | Відбір до ЧЄ 2024                         | -    |           |
| 17-11-2023 | Рим               | Італія               | 5 – 2                   | Північна Македонія   | Відбір до ЧЄ 2024                         | -    |           |
| 20-11-2023 | Леверкузен        | Україна              | 0 – 0                   | Італія               | Відбір до ЧЄ 2024                         | -    |           |
| 21-3-2024  | Форт-Лодердейл    | Венесуела            | 1 – 2                   | Італія               | товариський матч                          | -    | 46'       |
| 24-3-2024  | Гаррісон          | Еквадор              | 0 – 2                   | Італія               | товариський матч                          | 1    |           |
| 15-6-2024  | Дортмунд          | Італія               | 2 – 1                   | Албанія              | ЧЄ 2024 - груповий етап                   | 1    | 90+2'     |
| Усього     |                   | Матчів               | 54                      |                      | Голів                                     | 10   |           |

| Дата       | Місто             | Господарі  | Результат | Гості    | Турнір                         | Голи | Примітки |
| ---------- | ----------------- | ---------- | --------- | -------- | ------------------------------ | ---- | -------- |
| 1-9-2017   | Толедо            | Іспанія    | 3 – 0     | Італія   | Товариський матч               | -    | 76'      |
| 4-9-2017   | Читтаделла        | Італія     | 4 – 1     | Словенія | Товариський матч               | -    | 46'      |
| 14-11-2017 | Фрозіноне         | Італія     | 3 – 2     | Росія    | Товариський матч               | -    |          |
| 22-3-2018  | Перуджа           | Італія     | 1 – 1     | Норвегія | Товариський матч               | -    |          |
| 27-3-2018  | Новий Сад         | Сербія     | 0 – 1     | Італія   | Товариський матч               | -    | 65'      |
| 25-5-2018  | Ешторіл           | Португалія | 3 – 2     | Італія   | Товариський матч               | -    | 82'      |
| 16-6-2019  | Болонья           | Італія     | 3 – 1     | Іспанія  | Молодіжне Євро-2019 - 1-й етап | -    |          |
| 19-6-2019  | Болонья           | Італія     | 0 – 1     | Польща   | Молодіжне Євро-2019 - 1-й етап | -    |          |
| 22-6-2019  | Реджо-нель-Емілія | Бельгія    | 1 – 3     | Італія   | Молодіжне Євро-2019 - 1-й етап | 1    | 90'      |
| Усього     |                   | Матчів     | 9         |          | Голів                          | 1    |          |

## Титули і досягнення
- Чемпіон Європи: 2020
- Чемпіон Італії (2):

«Інтернаціонале»: 2020–21, 2023–24
- Володар Кубка Італії (2):

«Інтернаціонале»: 2021–22, 2022–23
- Володар Суперкубка Італії (3):

«Інтернаціонале»: 2021, 2022, 2023